# Horkelia yadonii
Horkelia yadonii är en rosväxtart som beskrevs av B. Ertter. Horkelia yadonii ingår i släktet Horkelia och familjen rosväxter. Inga underarter finns listade i Catalogue of Life.